# Tour de Castille-et-León 2019
Le Tour de Castille-et-León 2019 est la 34e édition de cette course cycliste sur route masculine. Il a eu lieu du 25 au 27 avril 2019. Il fait partie du calendrier UCI Europe Tour 2019 en catégorie 2.1 et il s'agit de la 10e épreuve de la Coupe d'Espagne de cyclisme sur route 2019.

## Équipes
| WorldTeam- Movistar Team Équipes continentales professionnelles (8)- Israel Cycling Academy - Caja Rural-Seguros RGA - Burgos-BH - Euskadi Basque Country-Murias - Manzana Postobón - Delko-Marseille Provence - W52-FC Porto - Total Direct Énergie Équipes continentales (9)- Fundación Euskadi - Kometa - Matrix Powertag - Efapel - Sporting-Tavira - Miranda-Mortágua - Ludofoods Louletano Aviludo - Vito-Feirense-BlackJack - Lokosphinx |
| |

## Étapes
| Étape     | Date    | Villes étapes                 | type                      | Distance (km) | Vainqueur d'étape | Leader du classement général |
| --------- | ------- | ----------------------------- | ------------------------- | ------------- | ----------------- | ---------------------------- |
| 1re étape | 25 avr. | Belorado – Castrojeriz        | étape de moyenne montagne | 181           | Davide Cimolai    | Davide Cimolai               |
| 2e étape  | 26 avr. | Frómista – Villada            | étape vallonnée           | 170,3         | Davide Cimolai    | Davide Cimolai               |
| 3e étape  | 27 avr. | León – Villafranca del Bierzo | étape de moyenne montagne | 151,8         | Enrique Sanz      | Davide Cimolai               |

## Déroulement de la course

### 1reétape
| \| Classement de l'étape \| Classement de l'étape \| Classement de l'étape \| Classement de l'étape \| Classement de l'étape \| \| Coureur \| Coureur \| Pays \| Équipe \| Temps \| \| --------------------- \| --------------------- \| --------------------- \| ----------------------------- \| --------------------- \| \| 1er \| Davide Cimolai \| Italie \| Israel Cycling Academy \| 5 h 00 min 08 s \| \| 2e \| Enrique Sanz \| Espagne \| Euskadi Basque Country-Murias \| + 0 s \| \| 3e \| Jérôme Cousin \| France \| Total Direct Énergie \| + 0 s \| \| 4e \| Jonathan Lastra \| Espagne \| Caja Rural-Seguros RGA \| + 0 s \| \| 5e \| Carlos Barbero \| Espagne \| Movistar Team \| + 0 s \| \| 6e \| Nélson Oliveira \| Portugal \| Movistar Team \| + 1 s \| \| 7e \| Héctor Sáez \| Espagne \| Euskadi Basque Country-Murias \| + 1 s \| \| 8e \| Guillaume Boivin \| Canada \| Israel Cycling Academy \| + 1 s \| \| 9e \| Eduard Prades \| Espagne \| Movistar Team \| + 4 s \| \| 10e \| Daniele Bennati \| Italie \| Movistar Team \| + 4 s \| |                  |          |                               |                 |
| |                  |          |                               |                 |
| Source : ProCyclingStats |                  |          |                               |                 |
| Classement de l'étape |                  |          |                               |                 |
| Coureur | Coureur          | Pays     | Équipe                        | Temps           |
| 1er | Davide Cimolai   | Italie   | Israel Cycling Academy        | 5 h 00 min 08 s |
| 2e | Enrique Sanz     | Espagne  | Euskadi Basque Country-Murias | + 0 s           |
| 3e | Jérôme Cousin    | France   | Total Direct Énergie          | + 0 s           |
| 4e | Jonathan Lastra  | Espagne  | Caja Rural-Seguros RGA        | + 0 s           |
| 5e | Carlos Barbero   | Espagne  | Movistar Team                 | + 0 s           |
| 6e | Nélson Oliveira  | Portugal | Movistar Team                 | + 1 s           |
| 7e | Héctor Sáez      | Espagne  | Euskadi Basque Country-Murias | + 1 s           |
| 8e | Guillaume Boivin | Canada   | Israel Cycling Academy        | + 1 s           |
| 9e | Eduard Prades    | Espagne  | Movistar Team                 | + 4 s           |
| 10e | Daniele Bennati  | Italie   | Movistar Team                 | + 4 s           |

| \| Classement général \| Classement général \| Classement général \| Classement général \| Classement général \| \| Coureur \| Coureur \| Pays \| Équipe \| Temps \| \| ------------------ \| ------------------ \| ------------------ \| ----------------------------- \| ------------------ \| \| 1er \| Davide Cimolai \| Italie \| Israel Cycling Academy \| 4 h 59 min 58 s \| \| 2e \| Enrique Sanz \| Espagne \| Euskadi Basque Country-Murias \| + 4 s \| \| 3e \| Jérôme Cousin \| France \| Total Direct Énergie \| + 6 s \| \| 4e \| Jonathan Lastra \| Espagne \| Caja Rural-Seguros RGA \| + 10 s \| \| 5e \| Nélson Oliveira \| Portugal \| Movistar Team \| + 11 s \| \| 6e \| Héctor Sáez \| Espagne \| Euskadi Basque Country-Murias \| + 11 s \| \| 7e \| Guillaume Boivin \| Canada \| Israel Cycling Academy \| + 11 s \| \| 8e \| Daniele Bennati \| Italie \| Movistar Team \| + 12 s \| \| 9e \| Eduard Prades \| Espagne \| Movistar Team \| + 13 s \| \| 10e \| Carlos Barbero \| Espagne \| Movistar Team \| + 37 s \| |                  |          |                               |                 |
| |                  |          |                               |                 |
| Source : ProCyclingStats |                  |          |                               |                 |
| Classement général |                  |          |                               |                 |
| Coureur | Coureur          | Pays     | Équipe                        | Temps           |
| 1er | Davide Cimolai   | Italie   | Israel Cycling Academy        | 4 h 59 min 58 s |
| 2e | Enrique Sanz     | Espagne  | Euskadi Basque Country-Murias | + 4 s           |
| 3e | Jérôme Cousin    | France   | Total Direct Énergie          | + 6 s           |
| 4e | Jonathan Lastra  | Espagne  | Caja Rural-Seguros RGA        | + 10 s          |
| 5e | Nélson Oliveira  | Portugal | Movistar Team                 | + 11 s          |
| 6e | Héctor Sáez      | Espagne  | Euskadi Basque Country-Murias | + 11 s          |
| 7e | Guillaume Boivin | Canada   | Israel Cycling Academy        | + 11 s          |
| 8e | Daniele Bennati  | Italie   | Movistar Team                 | + 12 s          |
| 9e | Eduard Prades    | Espagne  | Movistar Team                 | + 13 s          |
| 10e | Carlos Barbero   | Espagne  | Movistar Team                 | + 37 s          |

### 2eétape
| \| Classement de l'étape \| Classement de l'étape \| Classement de l'étape \| Classement de l'étape \| Classement de l'étape \| \| Coureur \| Coureur \| Pays \| Équipe \| Temps \| \| --------------------- \| --------------------- \| --------------------- \| ----------------------------- \| --------------------- \| \| 1er \| Davide Cimolai \| Italie \| Israel Cycling Academy \| 4 h 08 min 13 s \| \| 2e \| Daniele Bennati \| Italie \| Movistar Team \| + 0 s \| \| 3e \| Guillaume Boivin \| Canada \| Israel Cycling Academy \| + 0 s \| \| 4e \| Stefano Oldani \| Italie \| Kometa \| + 0 s \| \| 5e \| Nélson Oliveira \| Portugal \| Movistar Team \| + 0 s \| \| 6e \| Diego Rubio \| Espagne \| Burgos-BH \| + 0 s \| \| 7e \| Héctor Sáez \| Espagne \| Euskadi Basque Country-Murias \| + 0 s \| \| 8e \| Jonathan Lastra \| Espagne \| Caja Rural-Seguros RGA \| + 0 s \| \| 9e \| Mihkel Räim \| Estonie \| Israel Cycling Academy \| + 25 s \| \| 10e \| Jordan Parra \| Colombie \| Manzana Postobón \| + 37 s \| |                  |          |                               |                 |
| |                  |          |                               |                 |
| Source : ProCyclingStats |                  |          |                               |                 |
| Classement de l'étape |                  |          |                               |                 |
| Coureur | Coureur          | Pays     | Équipe                        | Temps           |
| 1er | Davide Cimolai   | Italie   | Israel Cycling Academy        | 4 h 08 min 13 s |
| 2e | Daniele Bennati  | Italie   | Movistar Team                 | + 0 s           |
| 3e | Guillaume Boivin | Canada   | Israel Cycling Academy        | + 0 s           |
| 4e | Stefano Oldani   | Italie   | Kometa                        | + 0 s           |
| 5e | Nélson Oliveira  | Portugal | Movistar Team                 | + 0 s           |
| 6e | Diego Rubio      | Espagne  | Burgos-BH                     | + 0 s           |
| 7e | Héctor Sáez      | Espagne  | Euskadi Basque Country-Murias | + 0 s           |
| 8e | Jonathan Lastra  | Espagne  | Caja Rural-Seguros RGA        | + 0 s           |
| 9e | Mihkel Räim      | Estonie  | Israel Cycling Academy        | + 25 s          |
| 10e | Jordan Parra     | Colombie | Manzana Postobón              | + 37 s          |

| \| Classement général \| Classement général \| Classement général \| Classement général \| Classement général \| \| Coureur \| Coureur \| Pays \| Équipe \| Temps \| \| ------------------ \| ------------------ \| ------------------ \| ----------------------------- \| ------------------ \| \| 1er \| Davide Cimolai \| Italie \| Israel Cycling Academy \| 9 h 08 min 01 s \| \| 2e \| Guillaume Boivin \| Canada \| Israel Cycling Academy \| + 15 s \| \| 3e \| Jérôme Cousin \| France \| Total Direct Énergie \| + 16 s \| \| 4e \| Daniele Bennati \| Italie \| Movistar Team \| + 18 s \| \| 5e \| Jonathan Lastra \| Espagne \| Caja Rural-Seguros RGA \| + 20 s \| \| 6e \| Nélson Oliveira \| Portugal \| Movistar Team \| + 21 s \| \| 7e \| Héctor Sáez \| Espagne \| Euskadi Basque Country-Murias \| + 21 s \| \| 8e \| Enrique Sanz \| Espagne \| Euskadi Basque Country-Murias \| + 1 min 08 s \| \| 9e \| Carlos Barbero \| Espagne \| Movistar Team \| + 1 min 11 s \| \| 10e \| Eduard Prades \| Espagne \| Movistar Team \| + 1 min 17 s \| |                  |          |                               |                 |
| |                  |          |                               |                 |
| Source : ProCyclingStats |                  |          |                               |                 |
| Classement général |                  |          |                               |                 |
| Coureur | Coureur          | Pays     | Équipe                        | Temps           |
| 1er | Davide Cimolai   | Italie   | Israel Cycling Academy        | 9 h 08 min 01 s |
| 2e | Guillaume Boivin | Canada   | Israel Cycling Academy        | + 15 s          |
| 3e | Jérôme Cousin    | France   | Total Direct Énergie          | + 16 s          |
| 4e | Daniele Bennati  | Italie   | Movistar Team                 | + 18 s          |
| 5e | Jonathan Lastra  | Espagne  | Caja Rural-Seguros RGA        | + 20 s          |
| 6e | Nélson Oliveira  | Portugal | Movistar Team                 | + 21 s          |
| 7e | Héctor Sáez      | Espagne  | Euskadi Basque Country-Murias | + 21 s          |
| 8e | Enrique Sanz     | Espagne  | Euskadi Basque Country-Murias | + 1 min 08 s    |
| 9e | Carlos Barbero   | Espagne  | Movistar Team                 | + 1 min 11 s    |
| 10e | Eduard Prades    | Espagne  | Movistar Team                 | + 1 min 17 s    |

### 3eétape
| \| Classement de l'étape \| Classement de l'étape \| Classement de l'étape \| Classement de l'étape \| Classement de l'étape \| \| Coureur \| Coureur \| Pays \| Équipe \| Temps \| \| --------------------- \| --------------------- \| --------------------- \| ----------------------------- \| --------------------- \| \| 1er \| Enrique Sanz \| Espagne \| Euskadi Basque Country-Murias \| 3 h 54 min 17 s \| \| 2e \| João Matias \| Portugal \| Vito-Feirense-Pnb \| + 0 s \| \| 3e \| Jordan Parra \| Colombie \| Manzana Postobón \| + 0 s \| \| 4e \| Jon Aberasturi \| Espagne \| Caja Rural-Seguros RGA \| + 0 s \| \| 5e \| Stefano Oldani \| Italie \| Kometa \| + 0 s \| \| 6e \| Óscar Pelegrí \| Espagne \| Vito-Feirense-Pnb \| + 0 s \| \| 7e \| Jesús Ezquerra \| Espagne \| Burgos-BH \| + 0 s \| \| 8e \| Davide Cimolai \| Italie \| Israel Cycling Academy \| + 0 s \| \| 9e \| Nélson Oliveira \| Portugal \| Movistar Team \| + 0 s \| \| 10e \| Mario González Salas \| Espagne \| Euskadi Basque Country-Murias \| + 0 s \| |                      |          |                               |                 |
| |                      |          |                               |                 |
| Source : ProCyclingStats |                      |          |                               |                 |
| Classement de l'étape |                      |          |                               |                 |
| Coureur | Coureur              | Pays     | Équipe                        | Temps           |
| 1er | Enrique Sanz         | Espagne  | Euskadi Basque Country-Murias | 3 h 54 min 17 s |
| 2e | João Matias          | Portugal | Vito-Feirense-Pnb             | + 0 s           |
| 3e | Jordan Parra         | Colombie | Manzana Postobón              | + 0 s           |
| 4e | Jon Aberasturi       | Espagne  | Caja Rural-Seguros RGA        | + 0 s           |
| 5e | Stefano Oldani       | Italie   | Kometa                        | + 0 s           |
| 6e | Óscar Pelegrí        | Espagne  | Vito-Feirense-Pnb             | + 0 s           |
| 7e | Jesús Ezquerra       | Espagne  | Burgos-BH                     | + 0 s           |
| 8e | Davide Cimolai       | Italie   | Israel Cycling Academy        | + 0 s           |
| 9e | Nélson Oliveira      | Portugal | Movistar Team                 | + 0 s           |
| 10e | Mario González Salas | Espagne  | Euskadi Basque Country-Murias | + 0 s           |

## Classements finals

### Classement général final
| \| Classement général \| Classement général \| Classement général \| Classement général \| Classement général \| \| Coureur \| Coureur \| Pays \| Équipe \| Temps \| \| ------------------ \| ------------------ \| ------------------ \| ----------------------------- \| ------------------ \| \| 1er \| Davide Cimolai \| Italie \| Israel Cycling Academy \| 13 h 02 min 18 s \| \| 2e \| Guillaume Boivin \| Canada \| Israel Cycling Academy \| + 15 s \| \| 3e \| Jérôme Cousin \| France \| Total Direct Énergie \| + 16 s \| \| 4e \| Daniele Bennati \| Italie \| Movistar Team \| + 17 s \| \| 5e \| Jonathan Lastra \| Espagne \| Caja Rural-Seguros RGA \| + 20 s \| \| 6e \| Nélson Oliveira \| Portugal \| Movistar Team \| + 21 s \| \| 7e \| Héctor Sáez \| Espagne \| Euskadi Basque Country-Murias \| + 21 s \| \| 8e \| Enrique Sanz \| Espagne \| Euskadi Basque Country-Murias \| + 56 s \| \| 9e \| Carlos Barbero \| Espagne \| Movistar Team \| + 1 min 11 s \| \| 10e \| Eduard Prades \| Espagne \| Movistar Team \| + 1 min 17 s \| |                  |          |                               |                  |
| |                  |          |                               |                  |
| Source : ProCyclingStats |                  |          |                               |                  |
| Classement général |                  |          |                               |                  |
| Coureur | Coureur          | Pays     | Équipe                        | Temps            |
| 1er | Davide Cimolai   | Italie   | Israel Cycling Academy        | 13 h 02 min 18 s |
| 2e | Guillaume Boivin | Canada   | Israel Cycling Academy        | + 15 s           |
| 3e | Jérôme Cousin    | France   | Total Direct Énergie          | + 16 s           |
| 4e | Daniele Bennati  | Italie   | Movistar Team                 | + 17 s           |
| 5e | Jonathan Lastra  | Espagne  | Caja Rural-Seguros RGA        | + 20 s           |
| 6e | Nélson Oliveira  | Portugal | Movistar Team                 | + 21 s           |
| 7e | Héctor Sáez      | Espagne  | Euskadi Basque Country-Murias | + 21 s           |
| 8e | Enrique Sanz     | Espagne  | Euskadi Basque Country-Murias | + 56 s           |
| 9e | Carlos Barbero   | Espagne  | Movistar Team                 | + 1 min 11 s     |
| 10e | Eduard Prades    | Espagne  | Movistar Team                 | + 1 min 17 s     |

### Classements annexes

#### Classement de la montagne
| Classement de la montagne | Classement de la montagne | Classement de la montagne | Classement de la montagne     | Classement de la montagne |
| Coureur                   | Coureur                   | Pays                      | Équipe                        | Points                    |
| ------------------------- | ------------------------- | ------------------------- | ----------------------------- | ------------------------- |
| 1er                       | Bruno Silva               | Portugal                  | Efapel                        | 14 pts                    |
| 2e                        | Jaume Sureda              | Espagne                   | Burgos-BH                     | 14 pts                    |
| 3e                        | Álvaro Trueba             | Espagne                   | Sporting-Tavira               | 10 pts                    |
| 4e                        | Rafael Silva              | Portugal                  | Efapel                        | 6 pts                     |
| 5e                        | Francisco Mancebo         | Espagne                   | Matrix Powertag               | 6 pts                     |
| 6e                        | Omar Mendoza              | Colombie                  | Manzana Postobón              | 5 pts                     |
| 7e                        | Antonio Angulo            | Espagne                   | Efapel                        | 4 pts                     |
| 8e                        | Ángel Madrazo             | Espagne                   | Burgos-BH                     | 4 pts                     |
| 9e                        | Mario González Salas      | Espagne                   | Euskadi Basque Country-Murias | 3 pts                     |
| 10e                       | Nélson Oliveira           | Portugal                  | Movistar Team                 | 2 pts                     |

#### Classement par points
| Classement par points | Classement par points | Classement par points | Classement par points         | Classement par points |
| Coureur               | Coureur               | Pays                  | Équipe                        | Points                |
| --------------------- | --------------------- | --------------------- | ----------------------------- | --------------------- |
| 1er                   | Davide Cimolai        | Italie                | Israel Cycling Academy        | 58 pts                |
| 2e                    | Enrique Sanz          | Espagne               | Euskadi Basque Country-Murias | 45 pts                |
| 3e                    | Nélson Oliveira       | Portugal              | Movistar Team                 | 27 pts                |
| 4e                    | Stefano Oldani        | Italie                | Kometa                        | 27 pts                |
| 5e                    | Jordan Parra          | Colombie              | Manzana Postobón              | 25 pts                |
| 6e                    | João Matias           | Portugal              | Vito-Feirense-Pnb             | 24 pts                |
| 7e                    | Guillaume Boivin      | Canada                | Israel Cycling Academy        | 22 pts                |
| 8e                    | Daniele Bennati       | Italie                | Movistar Team                 | 22 pts                |
| 9e                    | Jonathan Lastra       | Espagne               | Caja Rural-Seguros RGA        | 21 pts                |
| 10e                   | Héctor Sáez           | Espagne               | Euskadi Basque Country-Murias | 17 pts                |

#### Classement par équipes
| Classement par équipes | Classement par équipes        | Classement par équipes | Classement par équipes |
| Équipe                 | Équipe                        | Pays                   | Temps                  |
| ---------------------- | ----------------------------- | ---------------------- | ---------------------- |
| 1re                    | Movistar Team                 | Espagne                | 39 h 08 min 53 s       |
| 2e                     | Israel Cycling Academy        | Israël                 | + 42 s                 |
| 3e                     | Euskadi Basque Country-Murias | Espagne                | + 1 min 48 s           |
| 4e                     | Kometa                        | Espagne                | + 4 min 34 s           |
| 5e                     | Burgos-BH                     | Espagne                | + 4 min 59 s           |
| 6e                     | Delko-Marseille Provence      | France                 | + 5 min 36 s           |
| 7e                     | Vito-Feirense-BlackJack       | Portugal               | + 7 min 23 s           |
| 8e                     | Manzana Postobón              | Colombie               | + 9 min 22 s           |
| 9e                     | Sporting-Tavira               | Portugal               | + 10 min 24 s          |
| 10e                    | Total Direct Énergie          | France                 | + 11 min 41 s          |

## Évolution des classements
| Étape              | Vainqueur          | Classement général | Classement par points | Classement de la montagne | Classement metas volantes | Classement par équipes |
| ------------------ | ------------------ | ------------------ | --------------------- | ------------------------- | ------------------------- | ---------------------- |
| 1                  | Davide Cimolai     | Davide Cimolai     | Davide Cimolai        | Bruno Silva               | Carlos Barbero            | Movistar               |
| 2                  | Davide Cimolai     | Davide Cimolai     | Davide Cimolai        | Bruno Silva               | Guillaume Boivin          | Movistar               |
| 3                  | Enrique Sanz       | Davide Cimolai     | Davide Cimolai        | Bruno Silva               | Guillaume Boivin          | Movistar               |
| Classements finals | Classements finals | Davide Cimolai     | Davide Cimolai        | Bruno Silva               | Guillaume Boivin          | Movistar               |